# Malcolm Frager
Malcolm Frager (Saint-Louis, 15 janvier 1935 – Pittsfield, 20 juin 1991) est un virtuose du piano américain.

## Biographie
Frager naît à Saint Louis (Missouri). Il étudie avec Carl Friedberg (un élève de Clara Schumann) à New York de 1949 jusqu'à la mort de Friedberg en 1955. En 1957, il est diplômé magna cum laude et décroche la Phi Beta Kappa de l'Université de Columbia avec une majeure en russe. Il remporte le 2e prix du Concours de Genève (1955), le Michaels Memorial Award de Chicago (1956), le Concours Leventritt de New York (1959), et le Concours reine Élisabeth de Bruxelles (1960).
Il a fait ses débuts au Carnegie Hall en novembre 1960, dans la Sonate pour piano n° 6 de Prokofiev.
Son premier enregistrement nommé au Grammy gravé pour RCA Victor est le Concerto pour piano n° 2, op. 16 de Sergueï Prokofiev et la Sonate n° 35 en mi-bémol majeur de Haydn. Il a enregistré d'autres disques consacrés à Mozart, Haydn, Chopin, Schumann, Beethoven, Brahms et Prokofiev. Frager a programmé régulièrement les deux concertos pour piano et de nombreuses œuvres en solo de Weber, ainsi que les compositions pour clavier Carl Philipp Emanuel Bach.
Il a effectué des tournées musicales en Afrique du Sud en 1976 et 1978.
La bibliothèque personnelle de Frager est maintenant déposée dans les collections spéciales de la Bibliothèque  Sibley à l'École de musique Eastman à Rochester (New York). Sa collection de manuscrits comprend une version de la Fantaisie en la mineur qui est devenu plus tard, le premier mouvement du Concerto pour piano en la mineur de Robert Schumann. Il en a donné la première avec l'Orchestre symphonique de Boston sous la direction d'Erich Leinsdorf, au Festival de Tanglewood en août 1968. Il a également mis au jour et interprété la version originale du Concerto pour piano n° 1 de Tchaïkovski, que Nikolaï Rubinstein avait critiqué si impitoyablement, jusqu'à provoquer le compositeur à lui en retirer la dédicace. En 1978, Frager visite la Bibliothèque Jagellonne à Cracovie, en Pologne, où il a persuadé les conservateurs de mettre à disposition une réserve de plus d'un millier de manuscrits originaux manquants (qu'on croyait perdu) depuis la seconde Guerre mondiale. La collection comprenait des œuvres de Bach, Beethoven, Schumann et Mozart. En 1987, Frager reçoit la Golden Mozart Pin de la Fondation internationale Mozart à Salzbourg. Il jouait également du pianoforte.
Bien que sa famille soit d'origine Juive, Frager était un chrétien scientifique. Il est mort à Pittsfield, Massachusetts, le 20 juin 1991. Sa famille a refusé de déclarer la cause de la mort, mais il a été déclaré avoir été malade pendant environ un an.